# Nedystoma
Nedystoma es un género de peces actinopeterigios de agua dulce, distribuidos por ríos del sureste de Asia y Oceanía.

## Especies
Existen solamente dos especies reconocidas en este género:
- Nedystoma dayi (Ramsay y Ogilby, 1886)
- Nedystoma novaeguineae (Weber, 1913)